# همه چیز در معرض فروش
همه چیز در معرض فروش فیلمی به کارگردانی و نویسندگی حمیدرضا سنگیان و تهیه‌کنندگی  محمد حسین حسینی محصول سال ۱۴۰۰ می‌باشد.

## داستان فیلم
مسائل زندگی بعضی از ترنسجندرها و همچنین معضلات اجتماعی همچون اعتیاد و فحشا بوده که در سه اپیزود به صورت زنجیره‌وار داستان خود را بیان می‌کند.

## جشنواره ها
همه چیز در معرض فروش با شرکت در فستیوال‌های جشنواره فیلم «رین‌دنس» بریتانیا ، جشنواره بین‌المللی فیلم «کلرمون فران» فرانسه، جشنواره فیلم کوتاه هامبورگ، جشنواره بین‌المللی فیلم کوتاه «ازمیر» ترکیه، جشنواره بین‌المللی فیلم کوتاه کلکته (هندوستان)، اکنون به اکران آنلاین رسیده است. 